# 二分音符
在音乐记谱中，二分音符是一种音符时值。在五线谱记法中，二分音符表示为一个空心的椭圆符头加上一个不带符尾的符桿（如右图左边的记号）。当符头位於五线谱第三线上方（包括第三线）时，符桿朝下，否则符桿朝上，符桿改变方向时，符头的方向也要作相应改变（见图）。二分音符的音长是全音符的二分之一，即4/4拍中的两拍。全音符的音长是其2倍，四分音符的音长是其二分之一，八分音符的音长是其四分之一，等等。

从左至右：符干向上、向下的二分音符，以及二分休止符

在休止符中，对应有着同样音长的是二分休止符（或半休止符），在五线谱中表示为一个实心的长方形记号，写在谱表第二间的下半部分（如右图右边的记号）。

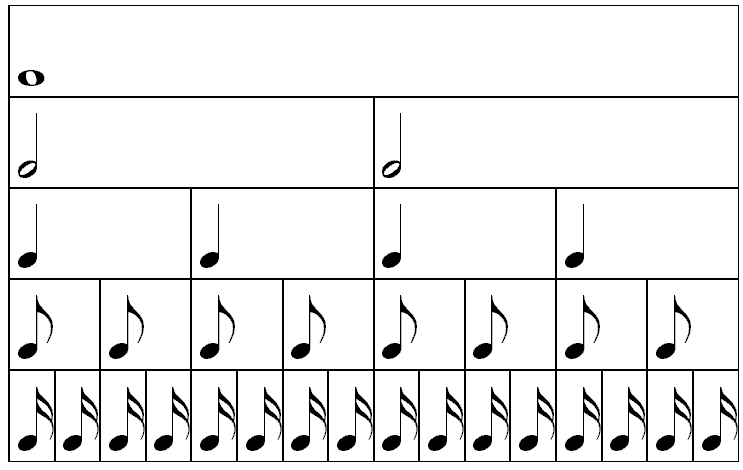
各音符的时值比较